# 레이디 니콜라스 윈저
레이디 니콜라스 윈저(Lady Nicholas Windsor, 1969년 8월 7일 ~ )는 켄트 공작 에드워드의 차남 니콜라스 윈저 경의 부인이다.